# 萊蕪鋼鉄集団
萊蕪鋼鉄集団有限公司（らいぶこうてつしゅうだんゆうげんこうし）は、中華人民共和国山東省に本拠を置く鉄鋼企業である。1970年1月創業。略称は萊鋼。
山東省済南市鋼城区を拠点とする。同じ山東省の済南市歴城区を拠点とする済鋼集団とともに山東鋼鉄集団の傘下で、同社が100%出資する。上場企業の萊蕪鋼鉄股份有限公司（萊鋼股份）・魯銀投資集団股份有限公司（魯銀投資）や14の子会社を傘下に持つ。
出資会社のうち萊鋼股份への出資比率は74.65%。同社は鉄鋼メーカーで、2010年の銑鉄生産量は521万トン、粗鋼の生産量は656万トンであった。1997年8月22日設立、上海証券取引所に上場する（A株、コードは600102）。